# ریچارد کوتز (بازیکن فوتبال)
ریچارد کوتز (انگلیسی: Richard Coates؛ 1889 – 1960 (aged 61)) بازیکن فوتبال اهل بریتانیا بود.
از باشگاه‌هایی که در آن بازی کرده‌است می‌توان به باشگاه فوتبال استوک سیتی اشاره کرد.